# استفان باک
استفان باک (انگلیسی: Stefan Buck؛ زادهٔ ۳ سپتامبر ۱۹۸۰) بازیکن فوتبال اهل آلمان است.
از باشگاه‌هایی که در آن بازی کرده‌است می‌توان به باشگاه فوتبال بایرن مونیخ ۲، باشگاه فوتبال آگسبورگ، باشگاه فوتبال مونیخ ۱۸۶۰، باشگاه فوتبال کارلسروهه، و باشگاه فوتبال بایرن مونیخ اشاره کرد.